# لیما (بازیگر)
لیما بازیگر اهل بنگلادش است. لیما در فیلم پرم جودو با سلمان شاه همبازی بوده است. او اواخر دهه ۹۰ میلادی دالیوود یا همان سینمای بنگلادش را ترک کرد.